# Острів Кейна
О́стрів Ке́йна (рос. Остров Кейна) — острів в Північному Льодовитому океані, у складі архіпелагу Земля Франца-Йосифа. Адміністративно відноситься до Приморського району Архангельської області Росії.

## Географія
Острів знаходиться в центральній частині архіпелагу, входять до складу Землі Зичі. Розташований між островом Грілі на заході (відмежований протокою Штернека) та островом Куна на півночі.
Майже весь вільний від льоду. На сході знаходиться мис Гельвальда, на південному сході — мис Пасхи.

## Історія
Острів названий на честь американського полярного дослідника Ілайши Кейн.